# NGC 277
NGC 277 (другие обозначения — MCG −2-3-28, NPM1G −08.0030, PGC 2995) — линзовидная галактика в созвездии Кит.
Этот объект входит в число перечисленных в оригинальной редакции «Нового общего каталога».
Предполагается, что галактика входит в филамент, отходящий от южного края Сверхскопления Персей.